# Myrmecocichla collaris
A Myrmecocichla collaris  a madarak osztályának verébalakúak (Passeriformes) rendjéhez és a  légykapófélék (Muscicapidae) családjához tartozó faj.

## Rendszerezése
A fajt Anton Reichenow német ornitológus írta le 1882-ben.

## Előfordulása
Burundi, Tanzánia, Ruanda és Zambia területén honos. Természetes élőhelyei a szubtrópusi vagy trópusi száraz szavannák és gyepek.

## Természetvédelmi helyzete
A Természetvédelmi Világszövetség Vörös listáján nem szerepel.